# Verdun-sur-Garonne
Verdun-sur-Garonne ist eine französische Gemeinde mit 4.914 Einwohnern (Stand 1. Januar 2022) im Département Tarn-et-Garonne in der Region Okzitanien. Verdun-sur-Garonne gehört administrativ zum Arrondissement Montauban und ist der Hauptort (chef-lieu) des Kantons Verdun-sur-Garonne. Die Bewohner werden Verdunois(es) genannt.

## Geographie
Verdun-sur-Garonne liegt etwa 35 Kilometer nordnordwestlich von Toulouse am Fluss Garonne. An der südöstlichen Gemeindegrenze verläuft das Flüsschen Saint-Pierre, in den hier sein Zufluss Marguestaud mündet. Nördlich der Stadt mündet die Nadesse in die Garonne. Umgeben wird Verdun-sur-Garonne von den Nachbargemeinden Monbéqui im Norden, Bessens im Nordosten, Dieupentale im Osten, Grisolles im Südosten, Aucamville im Süden, Savenès im Südwesten, Bouillac im Westen und Mas-Grenier im Nordwesten.

## Geschichte
Gesichert ist, dass die heutige Gemeinde bereits seit früher Zeit ein Siedlungsplatz war. Seit der gallorömischen Zeit ist die Gemeinde dauerhaft besiedelt. Allerdings wurde der Ort mehrfach zerstört. Mit den Germanen vor dem fünften Jahrhundert, den Vandalen und Wisigoten im fünften Jahrhundert sowie mit den Vasconen im sechsten Jahrhundert.
| Jahr      | 1962  | 1968  | 1975  | 1982  | 1990  | 1999  | 2006  | 2011  |
| --------- | ----- | ----- | ----- | ----- | ----- | ----- | ----- | ----- |
| Einwohner | 2.264 | 2.370 | 2.353 | 2.510 | 2.872 | 3.067 | 3.802 | 4.251 |

## Sehenswürdigkeiten

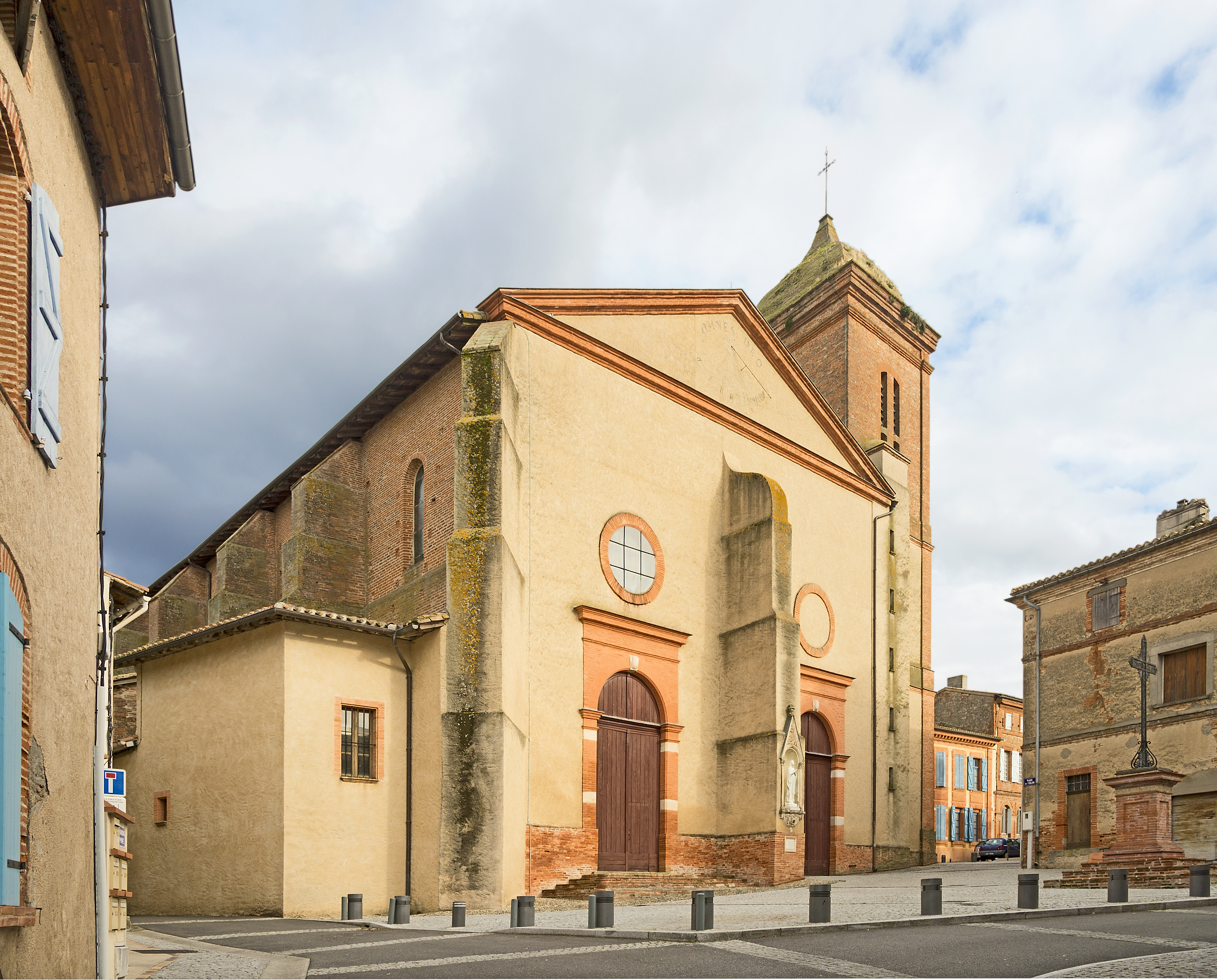
Kirche Saint-Michel

- Kirche Saint-Michel aus dem Jahre 1216, Orgel aus dem Jahre 1767, seit 1910 Monument historique
- Platanenallee aus dem Jahr 1817
- Schloss mit Turm (genannt Reine Margot, nach Margarete von Valois)

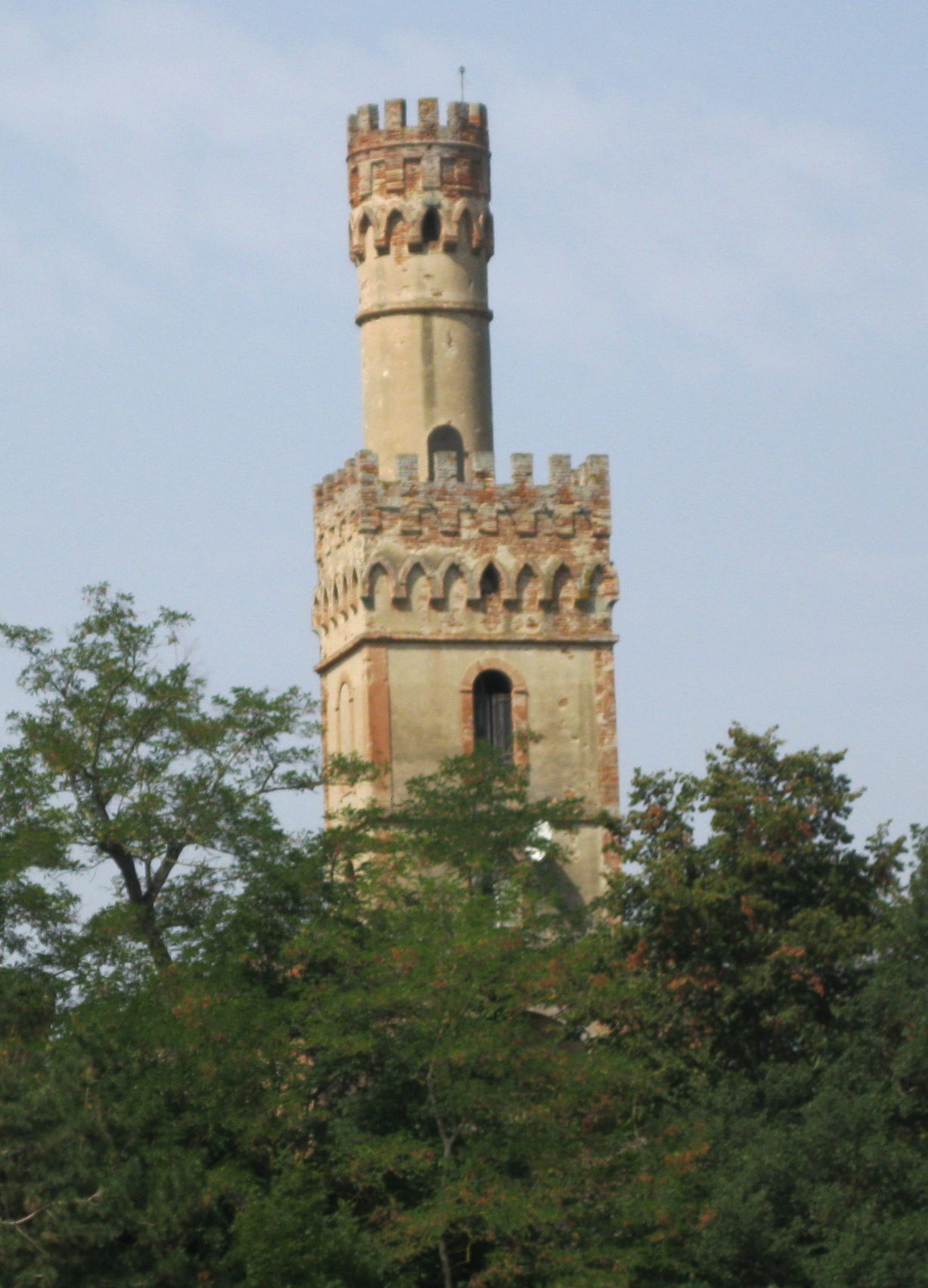
Turm vom Schloss Verdun (genannt Reine Margot)

- Uhrenturm
- Taubenschlag
- Halle
- Hängebrücke aus dem Jahr 1931

## Persönlichkeiten
- François-Joseph Double (1776–1842), Mediziner
- Joseph Capgras (1873–1950), Psychiater